# Rifugio Sennes
Il rifugio Sennes (in tedesco: Senneshütte; in ladino: Üćia de Senes) è un rifugio montano alpino situato in Alto Adige, nell'area dolomitica del Parco naturale Fanes - Sennes - Braies, sotto la vette del col de Lasta (2 297 m) e si trova a 2 126 m di altitudine.
Il rifugio, in gestione alla famiglia Palfrader, è dotato di 60 posti ed è aperto sia nella stagione invernale che in quella estiva.
Base di partenza per escursioni sia estive che invernali sulle vette vicine, il rifugio conserva un punto di interesse anche storico in una pista d'atterraggio montana ormai dismessa che si trova proprio di fronte alla struttura: si tratta di una pista erbosa lunga circa 400 metri e larga 40 costruita nel 1968 dai militari del Genio Pionieri Tridentina forse su un tracciato precedente utilizzato dagli austriaci durante la Grande Guerra.